# Чернышёв, Леонид Александрович
Леонид Александрович Чернышёв (15 [27] марта 1875, Сухобузимское, Красноярский край — 1932, Красноярск, Восточно-Сибирский край) — российский, советский архитектор, художник.

## Биография
Родился 15 (27) марта 1875 года в селе Сухобузимском Енисейской губернии: отец — крестьянин, мать — дочь священника.
В 1880 году семья перебралась в Красноярск. Во время учёбы в гимназии Чернышёв сблизился с художником Дмитрием Каратановым и под влиянием художника Михаила Рудченко, квартировавшего в доме Каратановых, увлёкся рисованием и живописью. Эти увлечения поощрялись Василием Суриковым, который знал Леонида с детских лет, дружил с его отцом, а затем и с самим Леонидом Александровичем.
По совету Сурикова осенью 1892 года уехал в Москву и поступил на архитектурное отделение Московского училища живописи, ваяния и зодчества (МУЖВЗ). Одновременно с ним в МУЖВЗе учились Сергей Чернышёв — будущий главный архитектор Москвы — и Кузьма Петров-Водкин. Диплом получил в 1901 году. В 1903 году решил продолжить своё архитектурное образование и записался вольнослушателем, а вскоре учащимся Высшего художественного училища при императорской Академии Художеств в Петербурге по классу профессора Александра Померанцева. В порядке практики в 1904 году участвовал в строительстве и отделке гостиницы «Метрополь» в Москве. В 1905 году совершил поездку по югу России для художественных работ с натуры.
В 1906 году вернулся в Красноярск, не закончив обучения.
В 1909—1910 годах построил в Красноярске Дом купеческого общества, проектировал магазины, дачи, корпуса курорта «Озеро Шира».
27 января 1910 года в Красноярске открылась первая в Сибири рисовальная школа с четырёхлетним сроком обучения. 10 марта 1910 года енисейский губернатор Яков Бологовский назначил Чернышёва заведующим-преподавателем Красноярской городской рисовальной школы. Преподавателем в ней был назначен Дмитрий Каратанов.
В 1910—1913 годах был членом городской думы, затем четыре года — гласным думы, членом дирекции народного театра, членом училищной комиссии.
В 1910—1911 годах проектировал и строил павильоны для Первой Западно-Сибирской сельскохозяйственной и промышленной выставке в Омске. По проектам Чернышёва были построены павильоны: «Научный», «Лесной», «Машинный», «Молочный», «Переселенческий» и главные ворота выставочного городка. Один из павильонов был выполнен в «египетском духе» — этот проект можно назвать предшественником здания Красноярского краеведческого музея. За эту работу Чернышёв получил гонорар 11 тысяч рублей, что дало ему возможность построить собственный каменный дом в Красноярске.
В 1912 году городская Дума Красноярска создала комитет по постройке здания краеведческого музея. Для строительства был выбран проект Чернышёва. Леонид Александрович согласился безвозмездно проектировать здание и контролировать ход работ.
В 1920 году был переведён в отдел государственных сооружений губсовнархоза. Преподавал на строительном отделении политехникума рисунок и строительное черчение.
Скончался в 1932 году в Красноярске. Похоронен на Троицком кладбище.

## Основные работы
в Красноярске — собственный дом-усадьба в 1906—1912 (ул. Марковского, 21), дом Токарева (просп. Мира, 76), особняк нотариуса Ицына (ул. Кирова, 25), купеческое собрание (просп. Мира, 71), доходный дом духовного училища (просп. Мира, 98) в 1914, краеведческий музей (1912); проект церкви Успенского монастыря под Красноярском (1914, освящена 7 декабря 2015 года).
Проектировал Александровский бульвар на набережной Енисея. Строительство бульвара продолжалось с 1911 года по 20 мая 1914 года.
- Купеческий клуб
- Красноярский краеведческий музей
- Доходный дом
- Собственный дом, ул. Марковского, 21

## Цитаты
«Чернышев много интересных домов понастроил в Красноярске, так что вид у него стал другой теперь».
В. И. Суриков
«Странно высится в этом городе новое здание музея, весьма элегантно построенное в египетском стиле и украшенное египетским фигурным орнаментом. Некоторые жители Красноярска диву даются и руками разводят, почему на берегах Енисея построено здание, перенесенное с берегов Нила, и почему краевые коллекции обширного Красноярского округа должны помещаться в египетских стенах. Однако большой беды в этом нет. Правда, кажется, что этот музей-храм немного зябнет у сварливых льдов седого Енисея, но в общем он все-таки красив…»
А. В. Луначарский